# Waterval Onder
Waterval Onder es un pueblo pequeño situado en la base de los acantilados en las márgenes del río Elands debajo de una catarata de 228 metros en Mpumalanga, Sudáfrica, significando su nombre "debajo de la catarata". El pueblo no se desarrolló como su ciudad hermana de Waterval Boven que está sobre la catarata. Ambos asentamientos fueron fundados con motivo de la línea de ferrocarril Pretoria - Bahía Delagoa.
El presidente Paul Kruger vivió en Waterval Onder antes de dejar Sudáfrica via Mozambique durante la segunda guerra bóer. Su casa Krugerhof fue proclamada como monumento nacional.